# Арабијско море
Арабијско море (Арапско море, арап. اَلْبَحرْ ٱلْعَرَبِيُّ) је северозападни део Индијског океана. Ограничавају га Индија на истоку, Пакистан на северу, Арабијско полуострво на западу, на југу његову границу представља линија између рта Гардафуј у Сомалији рта Коморин на крајњем југу Индије.
На северозападу се сужава у Омански залив који га повезује са Персијским заливом преко Ормуског мореуза, а на југозападу се сужава у Аденски залив који га повезује са Црвеним морем преко мореуза Баб ел Мандеб.
Максимална ширина Арабијског мора је 2.400 km, а највећа дубина 4.562 m. Инд је највећа река која се улива у Бенгалски залив, друге веће реке су Нармада, Тапти и Махи. Централни део индијске обале која излази на Арабијско море се назива „Конкан”, а јужни део се назива „Малабар”. Арабијско море је део важног пута између Европе и Азије преко Суецског канала. Земље које излазе на њега су Индија, Пакистан, Иран, Оман, Јемен, Сомалија и Малдиви. Највећи градови на његовим обалама су Мумбај (бивши Бомбај), Сурат, Мангалор и Кочи у Индији, Карачи и Гвадар у Пакистану, и Аден у Јемену. Најпознатије плаже Арабијског мора су: плаже Карачија, плаже Гое, Јуху плаже код Мумбаја и Ковалам плажа код Керала.

## Географија
Површина Арапског мора је око 3.862.000 km2 (1.491.130 sq mi). Максимална ширина мора је око 2.400 km (1.490 mi), а највећа дубина је 4.652 m (15.262 ft). Највећа река која се улива у ово море је река Инд.
Арабијско море има два важна крака — Аденски залив на југозападу, који се повезује са Црвеним морем кроз мореуз Баб-ел-Мандеб; и Омански залив на северозападу, повезујући се са Персијским заливом. На индијској обали постоје Камбејски и Качки залив.
Кроз Арабијско море су пролазиле многе важне поморске трговачке руте од 3. или 2. миленијума пре нове ере. Главне морске луке укључују луку Кандла, Мандра, Пипавав, Дахеј, Хазира, Мумбај, Нава Шева (Нави Мумбај), Мормугао (Гоа), Њу Мангалор и Кочи у Индији, луку Карачи, Касим, и Гвадар у Пакистану, луку Чабахар у Ирану и луку Салалах у Оману. Највећа острва у Арабијском мору су Сокотра (Јемен), Масира (Оман), Лакшадвип (Индија) и острво Астола (Пакистан). Земље са обалама на Арабијском мору су Јемен, Оман, Пакистан, Иран, Индија и Малдиви.

### Лимити
Међународна хидрографска организација дефинише границе Арабијског мора на следећи начин:
- На западу: источна граница Аденског залива.
- На северу: линија која спаја Рас ел Хад, источну тачку Арабијског полуострва (22°32'N) и Рас Џивани (61°43'E) на обали Пакистана.
- На југу: линија која иде од јужног краја атола Аду на Малдивима, до источног краја Рас Хафуна (најисточнија тачка Африке, 10°26'N).
- На истоку: западна граница Лакадивског мора линија која иде од Садашивгада на западној обали Индије (14° 48′ N 74° 07′ E / 14.800° С; 74.117° И) до Кора Дива (13° 42′ N 72° 10′ E / 13.700° С; 72.167° И) и одатле низ западну страну Лакадивског и Малдивског архипелага до најјужније тачке Атола Аду на Малдивима.

## Пограничне земље и земље слива
Пограничне и земље слива:
1. Индија - 2.500 km обале
2. Пакистан - 1.050 km обале
3. Иран
4. Малдиви
5. Оман
6. Јемен
7. Сомалија

## Алтернативни називи
Арабијско море историјски и географски су арапски и европски географи и путници помињали под различитим именима, укључујући Еритрејско море, Индијско море, Оманско море, Персијско море у параграфима бр. 34-35 Путовања. У индијском фолклору се помиње као Дарја, Синду Сагар и Арабијска Самудра.
Арапски географи, морнари и номади су ово море називали различитим именима, укључујући Акзарско (Зелено) море, Бахре Фарс (Персијско море), Океанско море, Хиндуско море, Макранско море, Оманско море; међу њима Закарија ел-Казвини, Ал-Масуди, Ибн Хавкал и Хафизи Абру. Они су написали: „Зелено море и Индијско море и Персијско море су једно море и у овом мору постоје чудна створења.” У Ирану и Турској људи га зову Оманско море. У Периплусу Еритрејског мора, као и на неким древним картама, Еритрејско море се односи на читаву област северозападног Индијског океана, укључујући и Арабијско море.
- Хоризонтална минијатура Малабарске обале, репринт Петруса Бертиуса, 1630
- Персијско море
- Азија. Персијски залив и море
- Иран и Макран
- Еритрејско море 1838.
- Јансонова карта Индијског океана из 1658. (Еритрејско море)
- Западни део Индијског океана, 1693

## Зона минимума кисеоника
Арабијско море има једну од три највеће светске океанске минималне зоне кисеоника (ОМЗ), или „мртве зоне“, заједно са источним тропским северним Пацификом и источним тропским јужним Пацификом. ОМЗ имају веома низак ниво кисеоника, који се понекад не може открити стандардном опремом. ОМЗ Арапског мора има најниже нивое кисеоника на свету, посебно у Оманском заливу. Узроци ОМЗ-а могу укључивати непречишћену канализацију, као и високе температуре на Индијском потконтиненту, које појачавају ветрове који дувају ка Индији, доносећи хранљиве материје и смањујући кисеоник у водама Арабијског мора. Зими, фитопланктон погодан за услове са ниским садржајем кисеоника претвара ОМЗ у светло зелену боју.

## Загревање Арабијског мора
Недавне студије Индијског института за тропску метеорологију потврдиле су да се Арабијско море монотоно загрева. То је вероватно последица глобалног загревања.

## Подводни тунел
Предвиђен је железнички тунел испод мора. Повезаће УАЕ са западном обалом Индије. Тунел ће бити подржан понтонима и биће дугачак скоро 2000 km.

## Животна средина и животињски свет
Животињски свет Арабијског мора је разнолик и потпуно јединствен због географске дистрибуције.
- Западни део Индијског океана, Винченцо Марија Коронели, 1693. из његовог система глобалних локација обала Макрана
- Шуме мангрова су у изобиљу јужно од Карачија у Пакистану
- Палма и залазак сунца на острву Мину, Иран.
- Критично угрожени китови
- Мајка дугонга и њено потомство у плитким водама.
- Макранска обала
- Макранско море. Макоранска обала у Ирану
- Макранска обала
- Иран